# カマン K-MAX

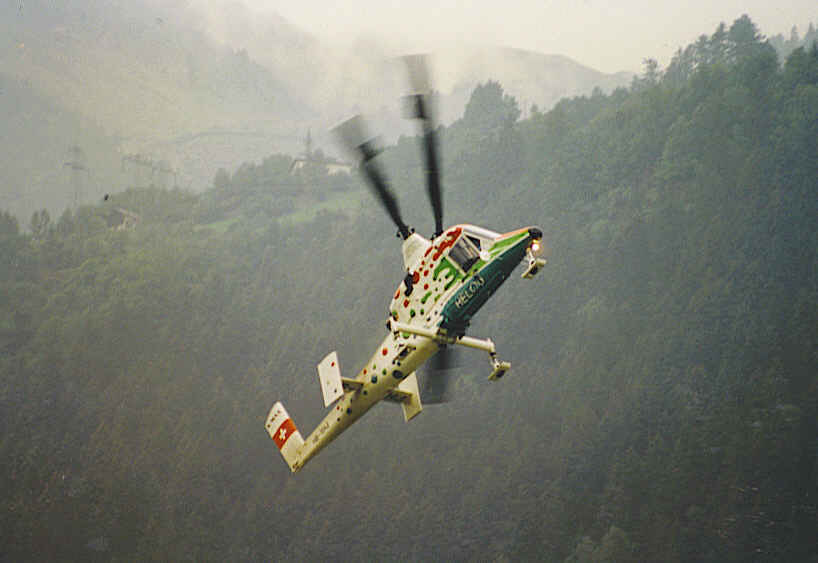
K-MAX

カマン K-MAX (Kaman K-1200 K-MAX) は、カマン・エアロスペースが開発した交差反転式ローターのヘリコプター。外部に貨物を吊り上げて輸送する事に特化している。

## 概要

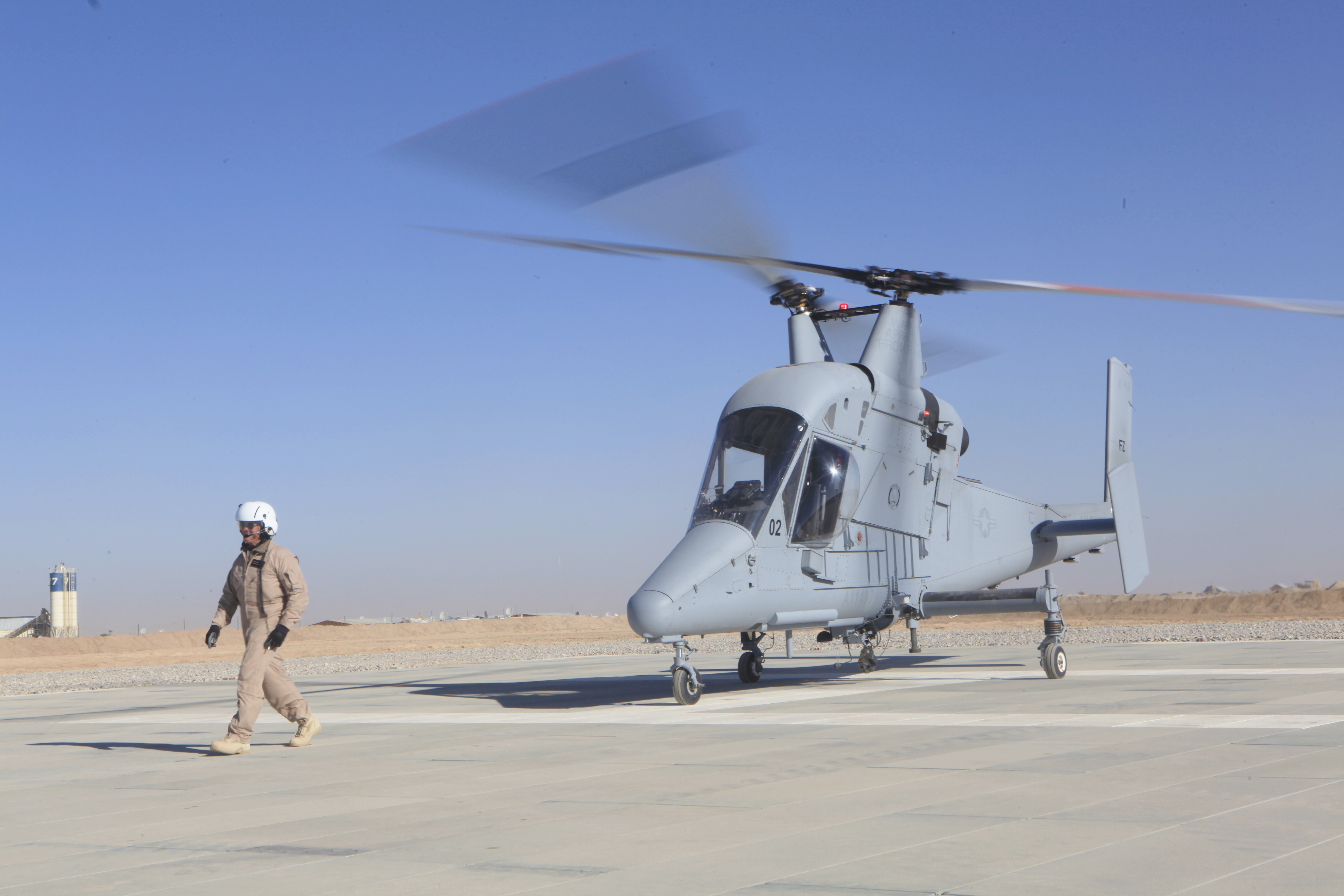
アメリカ海兵隊のK-MAX

このヘリコプターはペーパークリップ作戦でカマン社に入ったドイツ人のアントン・フレットナーが第二次世界大戦中に開発したフレットナー Fl 282 Kolibriと同じ原理が使われている。 
K-1200 K-MAX "aerial truck"は世界初の外部に貨物を吊り下げて垂直に飛行する事に特化した設計のヘリコプターである。幅の狭い機体構造はパイロット両側の視界を確保する為である。また機体によるダウンウォッシュ空気抵抗が減るメリットもある。
K-MAXはカマンの交差反転式の技術とサーボ-フラップ制御を用いている。これは互いに反転する回転翼をメインローターとし、テールローターを持たない。これにより、エンジンの力をいかなる状態の時でも高い効率で浮上に利用できる。また、操縦特性が左右対称で従来のヘリコプターと比べて自立安定性が高い。テールローター機に比べて慣性モーメントが少なく、運動性や機動性に優れている。また導入したアカギヘリコプターによれば騒音が少ないという
危険性の高い用途のために遠隔操作による無人ヘリコプター版のK-MAXが開発されている。戦場での使用と同様に化学災害、生物災害、放射性事故での使用が想定される。2013年3月現在、アフガニスタンなどにおいてアメリカ海兵隊が物資輸送において試験的に無人型を限定数用いている。

## 運用社
- オーストリア: Wucher Helikopter
- カナダ: MacKenzie Heli Services, HeliQwest,
- 日本: アカギヘリコプター
- リヒテンシュタイン: ROTEX
- スイス: Eagle Helicopter, Helog Heliswiss
- アメリカ合衆国: Mountain West, Woody Contracting, Superior Helicopter, Timberline Helicopters, Rainier Heli-Lift
- 韓国: Lucky Air
- コロンビア: コロンビア陸軍

## 仕様 (K-MAX)
出典: www.kamanaero.com
諸元
- 乗員: 1名
- 定員: 6,000 lb (2,722 kg) 外部懸架
- 全長: 15.8 m （51 ft 10 in）
- 全高: 4.14 m （13 ft 7 in）
- ローター直径: 14.7m （48 ft 3 in）
- 空虚重量: 2,334 kg （5,145 lb）
- 有効搭載量: 3,109 kg （6,855 lb）
- 最大離陸重量: 5,443 kg （12,000 lb）
- 動力: ハネウェル T53-17 ターボシャフトエンジン、kW （1,800 shp）   × 1

性能
- 最大速度: 185.2 km/h （100 ノット）
- 巡航速度: 148.2 km/h （80 ノット）
- 航続距離: 494.5 km （267 nm）